# Ptychomitrium formosicum
Ptychomitrium formosicum là một loài rêu trong họ Ptychomitriaceae. Loài này được Broth. & Yasuda mô tả khoa học đầu tiên năm 1928.